# Brad Greene
Brad Greene (Boone, 11 giugno 1983) è un wrestler statunitense.
È noto per aver militato nella WWE senza però riuscire a debuttare nel main roster. Ha infatti militato nella Florida Championship Wrestling con il nome di Brad Allen.

## Carriera
Greene inizia ad allenarsi nel settembre 2002 e lotta nelle federazioni locali della CWF Mid Atlantic di proprietà di Jeff Rudd. Nel dicembre 2003, lavora come jobber nei programmi di secondo piano della WWE come Heat o Velocity.

### Florida Championship Wrestling (2007-2008)
Dopo aver passato qualche anno nelle federazioni indipendenti, Greene firma un contratto di sviluppo con la WWE e viene mandato in FCW. Qui, forma un tag team con Dolph Ziggler e riesce a vincere l'FCW Florida Tag Team Championship una volta sconfiggendo Primo Colon e Eric Perez. Perde i titoli contro gli stessi circa venti giorni dopo. Inoltre, dopo poco viene licenziato dalla WWE per cause ignote.

### Full Impact Pro e Ring of Honor (2009)
Dopo il licenziamento della WWE, Greene debutta in Full Impact Pro Wrestling il 19 dicembre 2008 sconfiggendo Chasyn Rance con il nome di Brad Attitude. Colleziona una serie di vittorie contro Sal Rinauro e Shawn Osbourne prima di perdere in uno show della Ring of Honor contro Austin Aries. Il 30 marzo, combatte anche per la NWA Charlotte con il nome di Brad Anderson perdendo contro Christopher Gray & Tommy Taylor in un 2 on 1 handicap match. Il 3 ottobre 2009, conquista il FIP Florida Heritage Championship sconfiggendo Rhett Titus.

### EVOLVE Wrestling (2010-presente)
A inizio 2010, firma un contratto con l'EVOLVE Wrestling dove debutta come Brad Allen sconfiggendo Silas Young. Il 13 marzo sconfigge Chris Dickinson ma il 1º maggio 2010 viene sconfitto da Jimmy Jacobs.

## Nel wrestling

### Mosse
- Fireman Carry Powerslam
- Cocky Lock
- F-Bomb (F5)

### Soprannomi
- "Campus Legend"

### Manager
- Taryn Terrell (FCW)

## Titoli e riconoscimenti
CWF Mid-Atlantic Wrestling
- CWF Mid Atlantic Tag Team Championship (2) - con Brad Rainz

Full Impact Pro
- FIP Florida Heritage Championship (1)

Florida Championship Wrestling
- FCW Florida Tag Team Championship (1) - con Dolph Ziggler